# Иргина
Иргина — река в России, протекает в Пермском крае, Свердловской области. Устье реки находится в 155 км по левому берегу реки Сылва. Длина реки составляет 91 км.
Площадь водосборного бассейна — 1150 км².

## Притоки
Основные притоки (расстояние от устья):
- 46 км: река Шуртан
- 74 км: река Турыш

## Данные водного реестра
По данным государственного водного реестра России относится к Камскому бассейновому округу, водохозяйственный участок реки — Сылва от истока и до устья, речной подбассейн реки — Кама до Куйбышевского водохранилища (без бассейнов рек Белой и Вятки). Речной бассейн реки — Кама.
Код объекта в государственном водном реестре — 10010100812111100012678.